# BMW R71
BMW R 71 — тяжёлый мотоцикл производства немецкой фирмы BMW, выпускался с 1938 по 1941 год, был принят на вооружение вермахта. 
Известен как прототип советских мотоциклов «Урал» и «Днепр», копия модели BMW R 71 под названием М-72 положила начало массового производства тяжёлых мотоциклов в СССР.

## Общие сведения
18 февраля 1938 на автосалоне в Берлине была представлена серия однотипных тяжёлых мотоциклов BMW R 51, R 61, R 66, R 71 с двигателями объёмом от 500 до 750 куб. см. и мягкой подвеской заднего колеса.
Модель BMW R 71 имела двойную жёсткую раму изготовленную из труб переменного сечения. Передняя вилка телескопическая, с гидравлическими амортизаторами и возможностью регулировки жёсткости пружин. Задняя подвеска свечного типа с гидравлическими амортизаторами.
Мотоцикл оснащался оппозитным нижнеклапанным двухцилиндровым двигателем воздушного охлаждения с рабочим объёмом 746 куб. см, мощностью 22 л. с.
Цилиндры двигателя чугунные с алюминиевыми ребристыми головками, устанавливалось два карбюратора Graetzin G24 с общим сетчатым воздушным фильтром. На моделях без бокового прицепа в конструкции карбюраторов предусмотрены компенсационные камеры, предназначенные для прохождения затяжных поворотов с большим боковым креном мотоцикла.
Крутящий момент от двигателя на заднее колесо передавался через однодисковое сцепление сухого типа, 4-ступенчатую коробку передач и карданный вал. Электрооборудование: генератор Bosch постоянного тока с напряжением 6 вольт, аккумуляторная батарея.
Мотоцикл BMW R 71 поставлялся на вооружение вермахта, эксплуатировался преимущественно с боковым прицепом, было произведено 3458 штук.
Модель BMW R 71 была скопирована без лицензии в СССР и производилась с 1941 под маркой М-72, в дальнейшем его модификации «Урал» и «Днепр» выпускались до 1990-х годов. Модель М-72 производилась по лицензии в КНР как Chang Jiang С J −750.